# シドニー・ダーリントン
シドニー・ダーリントン（Sidney Darlington, 1906年7月18日 - 1997年10月31日）は、アメリカ合衆国の電子工学者であり、1953年のダーリントントランジスタの発明で知られている。挿入損失合成法の開発してネットワーク理論の地位を向上させ、パルス圧縮、爆撃照準器、ロケットやミサイルの誘導方式の発明等も行った。
ダーリントンは1929年からベル研究所に勤務し、最初の上司はヘンドリク・ウェイド・ボードであり、1971年まで勤めた。
1945年、彼は第二次世界大戦での貢献に対して、アメリカ合衆国で最も名誉ある大統領自由勲章を受章した。電子ネットワーク、レーダー、誘導システム等への貢献の業績で全米技術アカデミーのメンバーにも選ばれた。1975年には「ネットワーク理論への基礎的な貢献とレーダー及び電子回路の重要な発明」に対してIEEEからエジソンメダルが贈られ、1981年には「チャープレーダーに繋がるフィルタリングと信号処理への基礎的な貢献から、IEEE栄誉賞が贈られた。
91歳の時に、ニューハンプシャー州エクセターの自宅で死去した。

## 特許
- US patent1,991,195：波伝送ネットワーク
- US patent2,663,806：ダーリントントランジスター
- US patent2,438,112：爆撃照準コンピュータ
- US patent2,658,675：火災制御コンピュータ
- US patent2,678,997：パルス伝送
- US patent3,008,668：ロケット誘導装置
- US patent3,265,973：2ポートネットワーク合成
- US patent3,618,095：チャープパルス等化器